# Orzesze
Orzesze là một thị trấn thuộc hạt Mikołów, tỉnh Silesian, miền nam Ba Lan. Từ năm 1975 – 1998, thị trấn nằm trong tỉnh Katowice, kể từ năm 1999 đến nay, nó thuộc quyền quản lý của tỉnh Silesian. Thị trấn Orzesze nằm ở cao nguyên Silesian và giáp với Liên minh đô thị Silesian - một đô thị với dân số trên 2 triệu người. Tổng diện tích của thị trấn là 83,79 km². Tính đến năm 2008, dân số của thị trấn là 18.907 người với mật độ 230 người/km².

## Quận
Ngoài hai quận thuộc thị trấn là Jaśkowice và Zawada, Orzesze còn có bảy sołectwos:
- Gardawice
- Królówka
- Mościska
- Zawiść
- Zazdrość
- Zgoń
- Woszczyce

## Giáo dục
Năm 1820, thị trấn bắt đầu xây dựng ngôi trường đầu tiên tại một trang trại được cải tạo thành một trường học. Năm 1838, do sự phát triển của ngành công nghiệp, số lượng cư dân đến thị trấn tìm việc ngày càng tăng nhanh. Do đó, những lớp học mới được dựng lên nhằm phục vụ nhu cầu của người dân (tại thời điểm đó có 389 trẻ em được dạy trong 2 phòng học đơn sơ). Năm 1868, một ngôi trường mới đã được xây dựng ngay trong toà nhà bưu điện của thị trấn. Vào năm đó, người ta cũng bắt đầu giảng dạy bộ môn thần học của Martin Luther (một nhà cải cách người Đức thế kỷ 16). Năm 1903, những ngôi trường hiện đại cũng bắt đầu được xây dựng và còn tồn tại cho đến ngày nay.

## Các xã lân cận
Czerwionka-Leszczyny, Łaziska Górne, Mikołów, Ornontowice, Suszec, Wyry, Kobiór, Żory.